# Uteun Reutoh
Uteun Reutoh is een bestuurslaag in het regentschap Bireuen van de provincie Atjeh, Indonesië. Uteun Reutoh telt 361 inwoners (volkstelling 2010).